# Оборський Геннадій Олександрович
Оборський Геннадій Олександрович (нар. 2 липня 1954, м. Одеса) — український науковець, фахівець у галузі динаміки і надійності технологічних систем. Доктор технічних наук, професор, ректор Національного університету «Одеська політехніка». Дійсний член Академії інженерних наук України (з 2000). З 2015 року — член Національної комісії у справах ЮНЕСКО.

## Життєпис
Народився 2 липня 1954 року в Одесі.
У 1976 році закінчив Одеський політехнічний інститут. Відтоді працює у цьому ж закладі. Спочатку інженером, потім молодшим науковим співробітником, асистентом кафедри.
У 1985 році захищає кандидатську дисертацію.
У 1990—1996 роках — завідувач кафедри, заступник декана, декан механіко-технологічного факультету ОПУ.
З 1996 по 2000 роки — директор інституту промислових технологій, дизайну та менеджменту.
У 1998 році присвоєно вчене звання професора.
З 2000 року — проректор з навчальної, науково-педагогічної діяльності та кадрово-економічних питань.
У 2006 році захищає докторську дисертацію з теми «Наукові основи забезпечення параметричної надійності та динамічної якості технологічних систем прецизійної обробки» й отримує вчений ступінь доктора технічних наук.
З 2010 і по теперішній час — ректор Одеського національного політехнічного університету.

## Наукова діяльність
Підготував доктора наук та 4 кандидатів наук, керує аспірантами, опублікував понад 150 наукових праць, у тому числі патенти, монографії, підручники та навчальні посібники.
- Вимірювальна техніка від А до Я. Енциклопедичний словник / Г. О. Оборський, С. Г. Антощук та ін. — Одеса: Освіта України, 2014. — 976 с.
- Вимірювання фізичних величин: навч. посіб. для студ. вищ. навч. закл. / Г. О. Оборський; за ред. проф. Г. О. Оборського. — О. : Астропринт, 2012. — 391 с.
- Надійність технологічних систем та обладнання: підручник / Оборський Г. О. та ін. — Одеса: Бахва, 2013. — 558 с.

## Нагороди
- 1993, 1998, 2004 — почесна грамота МОН України;
- 2004 — заслужений працівник освіти України[1];
- 2006 — нагрудний знак «Петро Могила»;
- 2016 — відзнака «За підготовку наукової зміни»[2];
- 2019 — почесна відзнака Одеського міського голови «Трудовая слава»[3].

## Критика
На посаді ректора Одеського національного політехнічного університету потрапляв в поле зору журналістів через можливу корупційну діяльність.
- 2012 — вимагав у власника ресторану «Че Гевара» хабар за покриття продажу алкоголю поблизу закладу освіти. Ресторан продавав пиво та інші спиртні напої «на розлив»[4].
- 2019 — ввів практику примусового «тимчасового звільнення» викладачів в період канікул для оптимізації витрат на заробітну плату.[5]
- 2020 — користуючись службовим становищем, провів сумнівне об'єднання Одеського національного політехнічного університету із Севастопольським національним технічним університетом, який припинив свою діяльність у зв'язку із анексією Криму в 2014 році і за 6 років не вів освітню діяльність. Рішення приймалось вченою радою без повідомлення про це студентів, що спричинило подальшу протестну діяльність [Архівовано 15 лютого 2021 у Wayback Machine.] і відкрило шлях до т.з. «обнулення» термінів займання посади ректора університету, що дозволило йому подовжити перебування на займаній посаді ще 2 (два) строки.

Разом з цим, 15 квітня 2021 р., Міністерство освіти і науки України оголосило конкурс на зайняття посади ректора Державного університету «Одеська політехніка».